# Manonville
Manonville ist eine französische Gemeinde mit 239 Einwohnern (Stand 1. Januar 2022) im Département Meurthe-et-Moselle in der Region Grand Est (bis 2015 Lothringen). Sie gehört zum Arrondissement Toul und zum Kanton Le Nord-Toulois.

## Geografie
Die Gemeinde Manonville liegt an der Esch,  etwa 20 Kilometer nördlich von Toul. Das Gemeindegebiet ist Teil des Regionalen Naturparks Lothringen.

## Bevölkerungsentwicklung
| Jahr      | 1962 | 1968 | 1975 | 1982 | 1990 | 1999 | 2019 |
| Einwohner | 161  | 175  | 182  | 191  | 189  | 205  | 236  |

## Sehenswürdigkeiten
- Burg (14. Jahrhundert)
- Kirche Saint-Laurent aus dem 16./18. Jahrhundert (Ausstattungsteile als Monuments historiques geschützt)

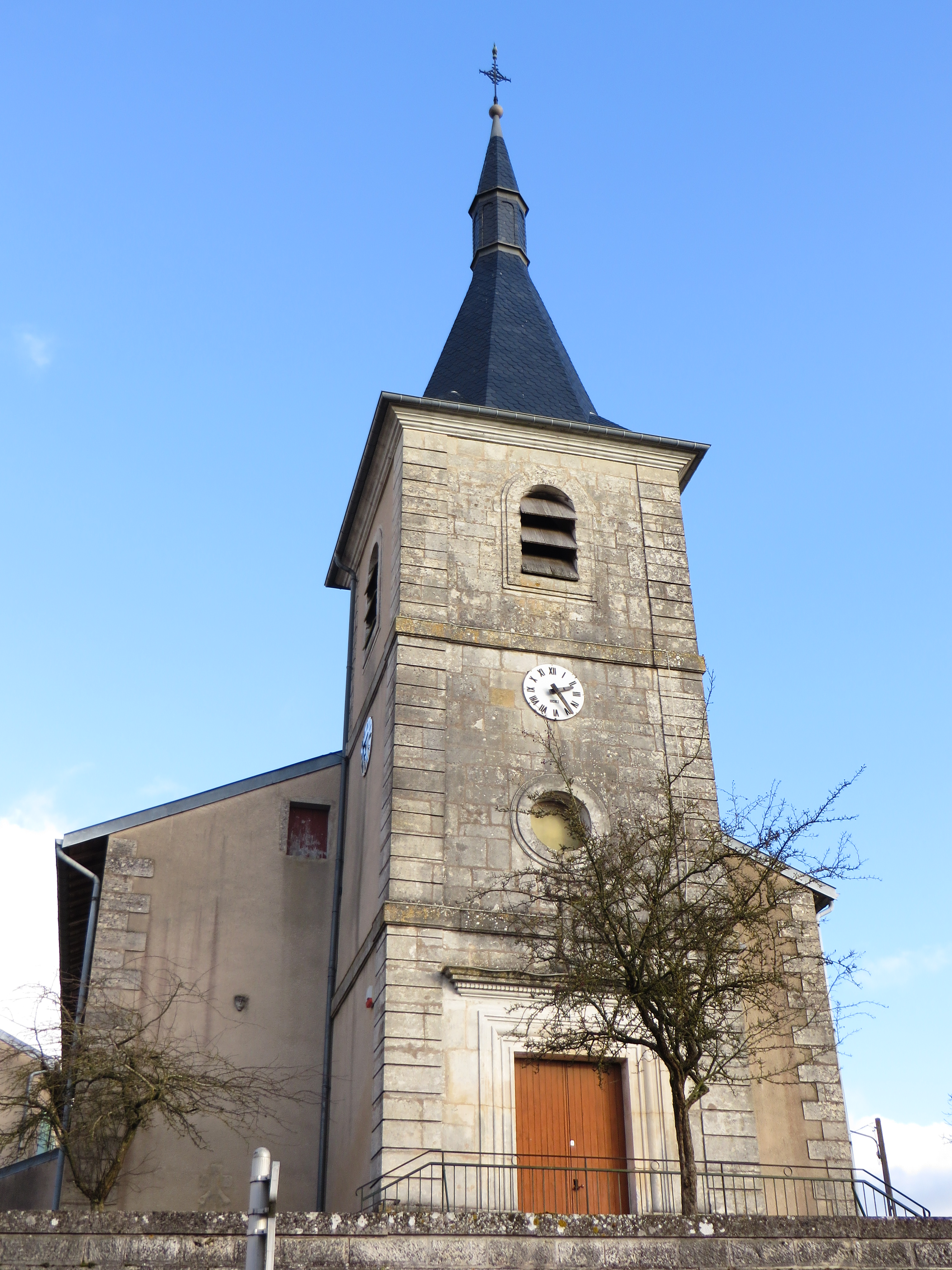
Kirche Saint-Laurent